# تشوي يون يونج
تشوي يون يونج (بالكورية: 최윤영)‏ هي ممثلة كورية جنوبية. ولدت يوم 25 سبتمبر 1986 في سول في كوريا الجنوبية.

## روابط خارجية
- تشوي يون يونج على موقع IMDb (الإنجليزية)
- تشوي يون يونج على موقع كينوبويسك (الروسية)